# توماس جيفرسون كامبل
توماس جيفرسون كامبل (بالإنجليزية: Thomas Jefferson Campbell)‏ هو سياسي أمريكي، ولد في 1786 في مقاطعة ريا في الولايات المتحدة، وتوفي في 13 أبريل 1850 في واشنطن العاصمة في الولايات المتحدة. حزبياً، نشط في حزب اليمين. وقد انتخب عضو مجلس النواب الأمريكي.